# Publius Valerius Publicola
För andra betydelser, se Publius Valerius Publicola (olika betydelser).
Publius Valerius Publicola (eller Poplicola) var en romersk politiker.
Valerius  kom till makten i Rom 509 f.Kr., kanske först som högra hand till konsuln Lucius Junius Brutus. Han tycks ha spelat en viktig roll vid avslöjandet av Tarquiniernas sammansvärjning, som syftade till att återinsätta den tidigare avsatte kungen Tarquinius Superbus. Sedan Brutus utmanövrerat sin medkonsul Lucius Tarquinius Collatinus och fått denne att avgå utsågs Valerius till konsul.

Sedan Brutus dödats i strid 509 f.Kr. tycks Valerius ensam ha tagit makten. Han beskylldes genast för att ""eftersträva kronan". Harmsen genomförde han ett antal nya lagar, vilket övertygade alla om att han inte eftersträvade enväldig makt utan tvärtom fick alla att förstå att han var ett folkets man. På så sätt uppkom tillnamnet Publicola, vars betydelse är folkvän. Till medkonsul valdes också Marcus Horatius Pulvillus.

## Fotnoter
1. ↑  Titus Livius Ab Urbe Condita Bok 2 KAP 2 slutet
2. ↑  Titus Livius Ab Urbe Condita Bok 2 KAP 7 slutet
3. ↑  Titus Livius Ab Urbe Condita Bok 2 KAP 8